# عبد الرحيم أهلي
عبد الرحيم أهلي (مواليد 24 أكتوبر 1994) لاعب كرة قدم إماراتي يجيد اللعب في الظهير الأيمن مع نادي الذيد.
كانت بداياته مع النادي الأهلي وانتقل إلى الوحدة عام 2015 و أعير إلى نادي دبا الفجيرة مطلع عام 2018 لمدة موسم ونصف و في صيف 2019 احترف في سبارتاكس جورمالا ونوا جورمالا في لاتفيا و بعدها عاد إلى الإمارات و لعب بعدها مع النادي العربي ونادي الذيد.

## روابط خارجية
- عبد الرحيم أهلي على موقع Soccerway.com (الإنجليزية)